# André-Pierre Gignac
André-Pierre Gignac (* 5. prosince 1985 v Martigues, Francie) je francouzský fotbalový útočník a reprezentant, který v současnosti hraje za mexický klub Tigres UANL. Účastník MS 2010 v Jihoafrické republice a EURA 2016 ve Francii.
V říjnu 2021 proti klubu Cruz Azul vstřelil svůj 150. gól za Tigres.

## Úspěchy

### Individuální
- Tým roku Ligue 1 podle UNFP – 2008/09[2]